# Alcyonium verseveldti
Alcyonium verseveldti är en korallart som beskrevs av Benayahu 1982. Alcyonium verseveldti ingår i släktet Alcyonium och familjen läderkoraller. Inga underarter finns listade i Catalogue of Life.